# Trimetadion
A trimetadion az absence roham (petit mal) típusú epilepsziák kezelésére használt hatóanyag. Mellékhatásai miatt második vonalbeli szerként alkalmazzák. Aktív metaboltitja a dimetadion.

## Fizikai/kémiai tulajdonságok
Vízben oldható, fehér, kristályos por.

## Hatásmód
A T-típusú feszültségfüggő Ca2+-csatornákat gátolja, ezzel csökkenti a feszültséget a talamuszbeli idegsejtekben. Ez megemeli az aktivitás ismétlődési küszöbét, és gátolja az agykéreg és a talamusz közötti jelátvitelt. Jelenlegi ismeretek szerint ez a kóros ismétlődési gyakoriság áll a 3 Hz-es tüske-hullám EEG-sorozatkisülések mögött.

## Mellékhatások, ellenjavallatok
A trimetadon ellenjavallt terhesség esetén, mert súlyosan teratogén (magzati torzfejlődést okozhat). Hatása súlyos értelmi fogyatékosságban, kisfejűségben (mikrokefália), ajakhasadékban, szívfejlődési rendellenességben mutatkozhatik meg. Átjut az anyatejbe, ezért szoptatáskor is ellenjavallt.
Emésztőrendszeri mellékhatások: hányinger, hányás, étvágytalanság, gyomorfájdalom.
Központi idegrendszeri mellékhatások: szédülés, fejfájás, ingerlékenység, rossz közérzet, fáradtság, álmosság, epilepsziás nagyroham. Az alkohol súlyosbíthatja a központi idegrendszeri panaszokat és a roham kockázatát. Az álmosság néhány heti szedés után csökken. Ha mégsem történik meg, az adagot csökkenteni kell.
Vérrendszer: nyálkahártyavérzés (íny, orr, hüvely), más nyálkahártyapanaszok (pl. torokfájás). A vér összetételének változásai: neutropénia, leukopénia, eosinophilia, trombocitopénia, pancytopenia, agranulocytosis, hipoplasztikus és aplasztikus anemia.
Bőrpanaszok: kiütések, melyek hámlásos bőrgyulladássá vagy erythema multiforme-má fejlődhetnek.
A trimetadion (a többi epilepszia elleni gyógyszerhez hasonlóan) megnöveli az öngyilkosság kockázatát.
Egyéb mellékhatások: csuklás, hajhullás, vérnyomásváltozás, albuminuria, fényérzékeny bőr vagy szem (hemeralopia, fotofóbia), kettős látás, homályos látás.
Orvoshoz kell fordulni nyálkahártyavérzéssel, fertőzéssel (láz), homályos látással, bőrkiütéssel, vagy ha a gyógyszer ellenére a roham mégis bekövetkezik.
A mellékhatások súlyos következményeinek elkerülése végett a szedés alatt havonkénti vér- és vizeletvizsgálat szükséges, beleértve a vérsejtszámlálást, valamint a máj- és vesefunkció vizsgálatát.
Az allergiás reakció ritka.

## Adagolás
A napi adagot minden esetben 3 vagy 4 egyenlő részre osztva, azonos időközönként kell bevenni.
A kezdő adag felnőtteknél 0,9 g, melyet heti 300 mg-mal növelve kell elérni a terápiás mennyiséget. Ez 0,9–2,4 g között lehet.
Gyermekeknél a napi adag 300–900 mg.
A gyógyszer szedésének hirtelen abbahagyása az epilepsziás rohamok kiújulásához vezet, és más súlyos következménnyel is járhat.

## Készítmények
A nemzetközi gyógyszerkereskedelemben:
- Absentol
- Absetil
- Convenixa
- Convexina
- Edion
- Epidione
- Epidone
- Epixal
- Etydion
- Minoaleuiatin
- Minoaleviatin
- Mino-Aleviatin
- Neo-Absentol
- Petidon
- Petilep
- Petimalin
- Pitmal
- Ptimal
- Tioxanona
- Tredione
- Tricione
- Tridilona
- Tridion
- Tridione
- Tridone
- Trilidona
- Trimedone
- Trimethin
- Trimethinum
- Trioksal
- Triozanona
- Tromedone
- Troxidone

Magyarországon nincs forgalomban.